# Monica Rutherford
Monica Kathleen Rutherford (verheiratete Phelps; * 29. März 1944 in Sunderland, England; † 2. Dezember 2024 in Picauville, Frankreich) war eine britische Gerätturnerin, die an den Olympischen Spielen 1964 teilnahm.

## Karriere
Rutherford wurde als jüngstes von fünf Kindern geboren. Sie begann mit dem Turnen, nachdem ihr Sportlehrer an der Sekundarschule, die sie besuchte, einen Turnverein gegründet hatte. Bei den British Junior Vault and Agility Championships, den britischen Juniorenmeisterschaften, gewann sie am Boden, am Sprung sowie den kombinierten Wettbewerb. 1961 gewann sie mit knappem Vorsprung vor ihrer Konkurrentin und Freundin Denise Goddard die britische Einzelwertung im Mehrkampf. Im selben Jahr nahm sie an den Europameisterschaften in Leipzig teil. Es folgten Teilnahmen an den Weltmeisterschaften 1962 in Prag sowie an den Europameisterschaften 1963 in Paris.
Rutherford trat bei den Olympischen Spielen 1964 im Einzelwettkampf sowie in den Disziplinen Boden, Pferdsprung, Stufenbarren und Schwebebalken an. Dabei belegte sie unter jeweils 86 Teilnehmerinnen die Plätze 77 im Einzelwettbewerb, 64 am Boden, 59 im Pferdsprung, 79 am Stufenbarren und 78 am Schwebebalken.
Nach ihrer Hochzeit mit dem Wasserspringer Brian Phelps, der bei den Olympischen Spielen 1960 in Rom die Bronzemedaille vom 10-m-Turm gewann, gründete sie mit ihrem Mann in Poole, Dorset, den OLGA Turnverein, für den sie als Trainerin tätig war.

## Erfolge
- Britische Meisterin im Mehrkampf: 1961 bis 1964